# Hanna Ljungberg
Pour les articles homonymes, voir Ljungberg.
Hanna Ljungberg, née le 8 janvier 1979 à Umeå, est une joueuse suédoise de football féminin. Malgré sa petite taille (1,60 m), elle joue au poste d'attaquante.

## Biographie
Hanna Ljungberg évolue dans le club d'Umeå IK, avec lequel elle a remporté à plusieurs reprises la coupe et le championnat suédois, ainsi que la coupe féminine de l'UEFA.
Elle est appelée en équipe nationale dès 1996, remplaçante lors des jeux d'Atlanta (1996) elle rentre en cours de match lors de deux rencontres du premier tour. Ljungberg marque à deux reprises lors de la Coupe du monde 1999 avant qu'une blessure au genou ne mette un terme à son parcours. Elle prend part aux jeux de Sydney (2000), où la Suède est une fois de plus éliminée au premier tour. Ljungberg inscrit un but en finale de l'Euro 2001, les Suédoises s'inclinant néanmoins face à la sélection allemande.
En 2002, le prix de la meilleure joueuse suédoise lui est décerné. Elle dispute son deuxième mondial en 2003 et termine vice-championne du monde avec l'équipe suédoise après avoir inscrit trois buts, dont un lors de la finale. À l'issue de la saison 2003 Ljungberg est élue athlète suédoise de l'année mais est devancée par Birgit Prinz et Mia Hamm lors du vote organisé par la FIFA pour désigner la meilleure joueuse mondiale. Son nom apparaît de nouveau dans la pré-liste des nommées établie par la FIFA en 2004 et 2005. Le club italien de Pérouse a proposé à Hanna Ljungberg d'évoluer dans un championnat masculin, proposition qu'elle a décliné comme l'avait fait avant elle Birgit Prinz. 
Elle se blesse à l'entraînement quelques mois avant le tournoi olympique d'Athènes (2004), auquel elle peut malgré tout prendre part. Ljungberg inscrit le premier but de son équipe face à l'Australie en quarts de finale, mais l'Allemagne prive finalement les Suédoises de la médaille de bronze. En mars 2004, la poste suédoise édite une série de timbres honorant les footballeurs du pays, Victoria Svensson et Hanna Ljungberg font partie des sportifs retenus, au même titre que les grands noms du football masculin, tels Nils Liedholm et Henrik Larsson. La même année, elle signe un contrat de sponsoring avec l'équipementier Puma.
Ljungberg inscrit six buts en six rencontres lors des qualifications pour l'Euro 2005, elle frappe encore à trois reprises pendant le tournoi, inscrivant notamment un doublé en demi-finales face à la Norvège.

## Statistiques

### Statistiques détaillées
| Saison                | Club                  | Championnat           | Championnat | Championnat | Coupe(s) nationale(s) | Coupe(s) nationale(s) | Compétition(s) continentale(s) | Compétition(s) continentale(s) | Compétition(s) continentale(s) | Total | Total |
| Saison                | Club                  | Division              | M.          | B.          | M.                    | B.                    | Comp.                          | M.                             | B.                             | M.    | B.    |
| 1998                  | Umeå IK               | Damallsvenskan        |             |             |                       |                       | -                              | -                              | -                              | 0     | 0     |
| 1999                  | Umeå IK               | Damallsvenskan        |             |             |                       |                       | -                              | -                              | -                              | 0     | 0     |
| 2000                  | Umeå IK               | Damallsvenskan        |             | 8           |                       |                       | -                              | -                              | -                              | 0     | 8     |
| 2001                  | Umeå IK               | Damallsvenskan        |             | 26          | 1                     | 1                     | C1                             | 0+                             | 0+                             | 1     | 27    |
| 2002                  | Umeå IK               | Damallsvenskan        | 19+         | 39          | 2+                    | 1+                    | C1                             | 0+                             | 0+                             | 21    | 40    |
| 2003                  | Umeå IK               | Damallsvenskan        | 14+         | 19          | 2+                    | 4                     | C1                             | 5+                             | 4+                             | 21    | 27    |
| 2004                  | Umeå IK               | Damallsvenskan        | 5+          | 9           | 1+                    | 1+                    | C1                             | 1+                             | 0+                             | 7     | 10    |
| 2005                  | Umeå IK               | Damallsvenskan        |             | 18          | 1                     | 0                     | C1                             | 0+                             | 0+                             | 1     | 18    |
| 2006                  | Umeå IK               | Damallsvenskan        |             | 11          | 1                     | 0                     | C1                             | -                              | -                              | 1     | 11    |
| 2007                  | Umeå IK               | Damallsvenskan        |             | 7           |                       |                       | C1                             | 0+                             | 0+                             | 0     | 7     |
| 2008                  | Umeå IK               | Damallsvenskan        | 14          | 5           | 1                     | 0                     | C1                             | 0+                             | 0+                             | 15    | 5     |
| 2009                  | Umeå IK               | Damallsvenskan        | 13          | 5           | 1                     | 2                     | C1                             | 0+                             | 0+                             | 14    | 7     |
| Sous-total            | Sous-total            | Sous-total            | 227         | 196         | 10                    | 9                     | -                              | 39                             | 39                             | 276   | 244   |
| Total sur la carrière | Total sur la carrière | Total sur la carrière | 227         | 196         | 10                    | 9                     | -                              | 39                             | 39                             | 276   | 244   |

- https://www2.svenskfotboll.se/damallsvenskan/tidigare-ar/resultat-2002/tabell/?scr=player&fplid=bfebd69d-699b-4666-940f-185475d91625
- https://web.archive.org/web/20050403190055/http://www.uik.se/

## Carrière
- 1994-1998 :  Sunnanå SK
- 1998-2009 :  Umeå IK

## Divers

### Palmarès
- avec Umeå :
  - championne de Suède 2000, 2001, 2002 et 2005 ;
  - remporte la coupe de Suède 2001 et 2003, finaliste en 2005 ;
  - remporte la Coupe féminine de l'UEFA en 2003 et 2004 ;
- avec l'équipe de Suède :
  - vice-championne du monde 2003 ;
  - 4e des Jeux olympiques de 2004 ;
  - finaliste de l'Euro 2001, demi-finaliste en 2005.

### Récompenses individuelles
- Meilleure joueuse suédoise de l'année 2002 ;
- Désignée athlète suédoise de l'année en 2003 ;
- 3e meilleure joueuse FIFA en 2003 ;
- 2e réalisatrice de l'Euro 2005 avec 3 buts.

### Statistiques
- 39 buts pour Umeå lors de la saison 2001-2002 ;
- 122 sélections et 71 buts avec l'équipe nationale suédoise.